# Tuta spaziale Gemini

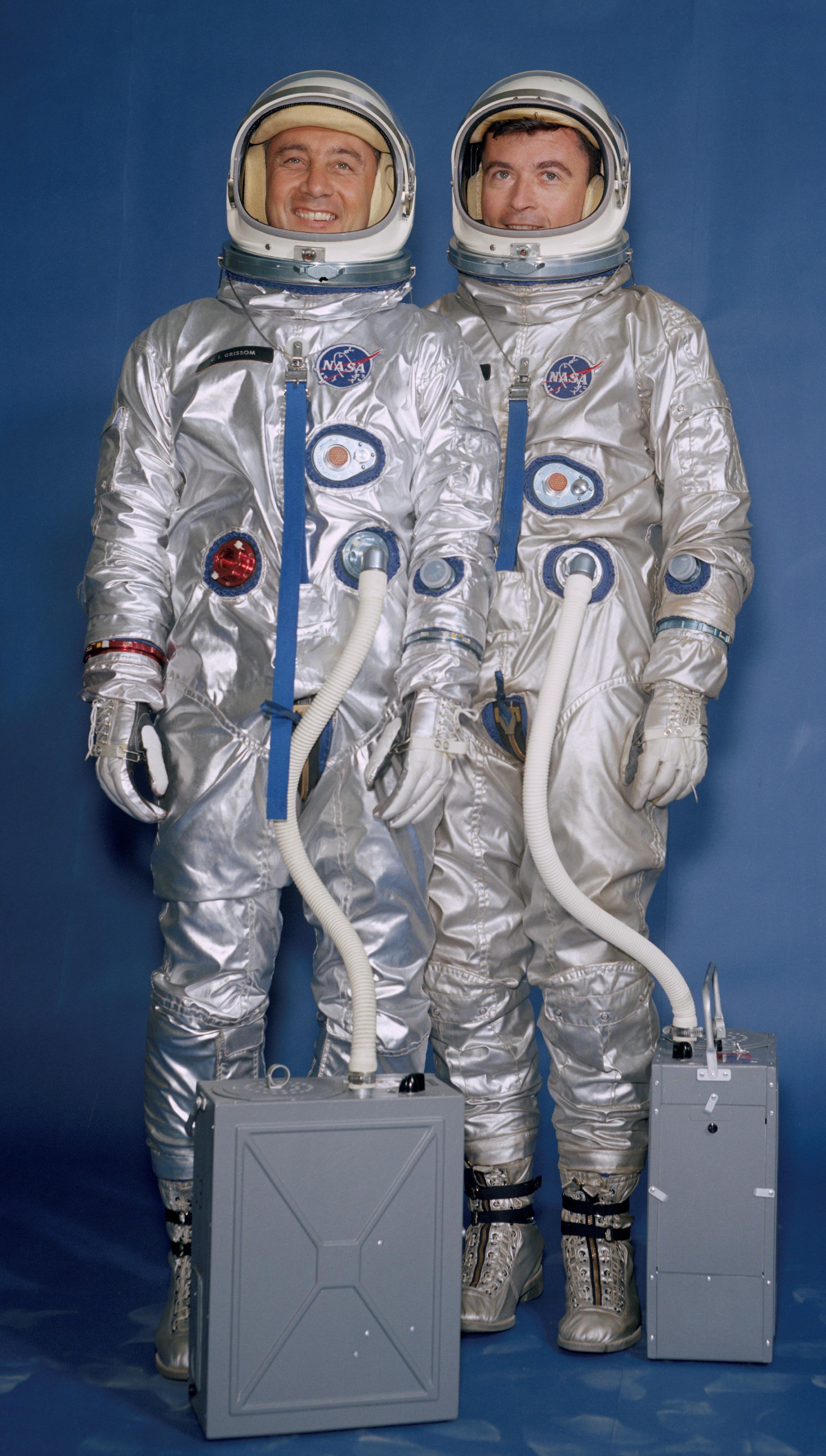
Tute Gemini

La tuta spaziale Gemini è una tuta spaziale indossata dagli astronauti del programma Gemini durante le fasi di lancio, attività di volo (incluse le EVA) e il rientro. È stata progettata dalla NASA partendo dalla tuta pressurizzata per il programma X-15. Questa tuta è stata utilizzata anche dalla U.S. Air Force e dalla stessa NASA per i voli ad elevata altitudine degli U-2 e dei SR-71 Blackbird. Tutte le tute spaziali Gemini furono prodotte e progettate dalla David Clark Company, a Worcester (Massachusetts).

## Tute G3C e G4C

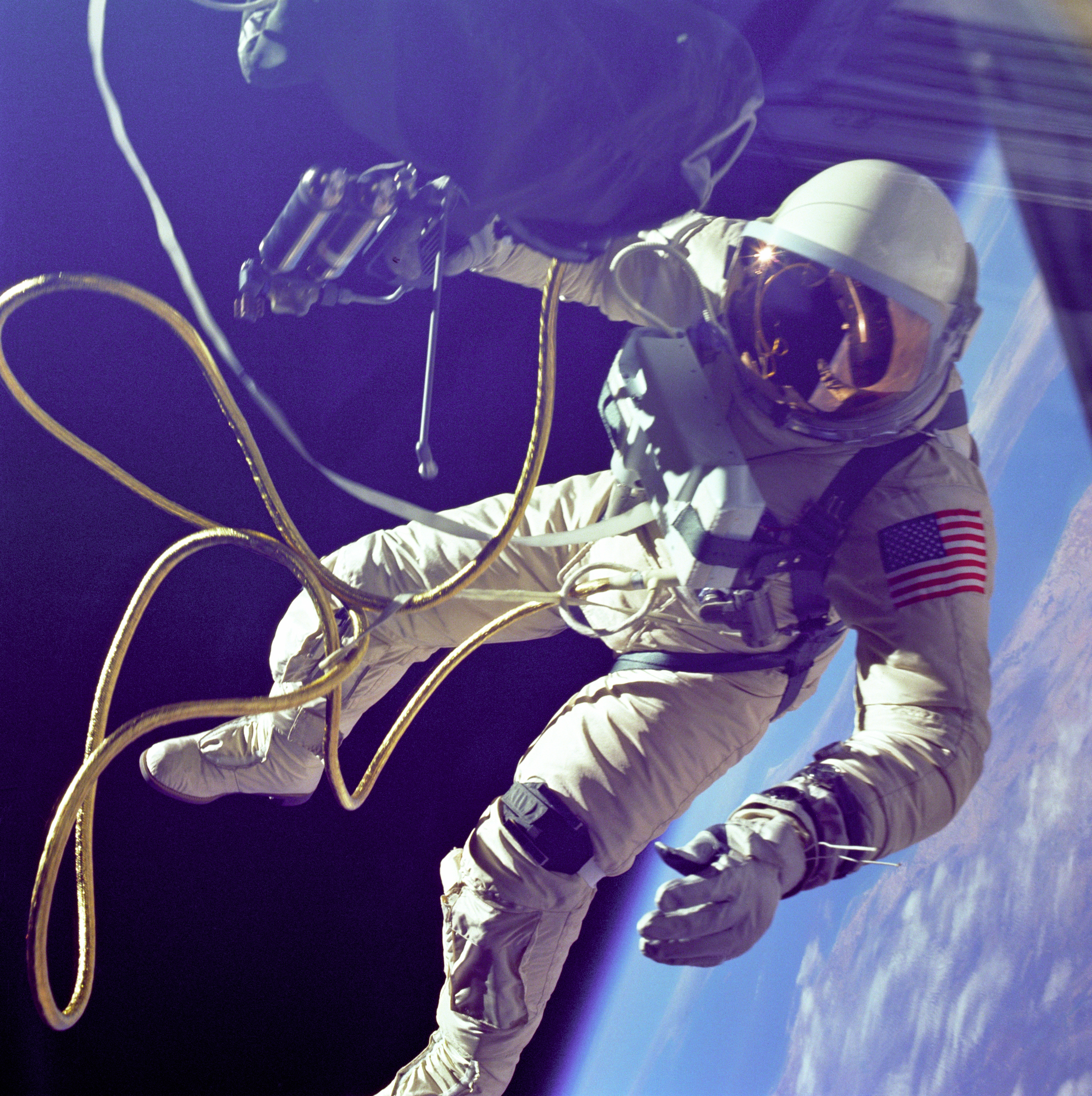
Edward White compie la prima passeggiata spaziale americana

LA G3C e la G4C furono le tute utilizzate per tutte le missioni Gemini, esclusa la Gemini 7. La G3C consisteva in sei strati di nylon e nomex, con una rete di fissaggio e uno strato esterno di tessuto nomex bianco. Aveva stivali rimovibili, un casco integrale pressurizzato (contenente un paio di auricolari e microfono) e guanti staccabili con degli anelli di bloccaggio alla tuta migliorati che permettevano una più facile rotazione dei polsi. La G3C fu indossata da Gus Grissom e John W. Young.
La tuta G4C era identica alla G3C ma prodotta in due versioni diverse. Entrambe possedevano strati addizionali in mylar per un maggior controllo della temperatura ma il comandante possedeva degli stivali rimovibili mentre la versione del pilota aveva gli stivali integrati e un parasole staccabile sul casco. Con questa tuta Edward White ha realizzato la prima passeggiata spaziale americana nel 1965. La tuta G4C rimase invariata fino alla missione Gemini 12 (nel 1966), l'ultima del programma.

## Tuta G5C
Per la missione di 14 giorni Gemini 7, gli astronauti Frank Borman e Jim Lovell indossarono una tuta G3C modificata per questo volo, denominata G5C. Questa disponeva di alcune modifiche:
- Sostituzione del casco pressurizzata l'anello del collo con un cappuccio con cerniera che incorpora una visiera fissa e chiara in policarbonato, con un casco, in stile aviatore, che inglobava le apparecchiature di comunicazione (microfoni e cuffie).
- Cerniere addizionali per aggiustamenti durante il volo e per poterla rimuovere.

Durante la missione, Lovell fu la prima persona a togliersi la tuta spaziale, seguito da Borman. Gli astronauti indicarono come fosse molto più confortevole il volo senza le tute durante le fasi meno critiche delle missioni.

## Galleria d'immagini

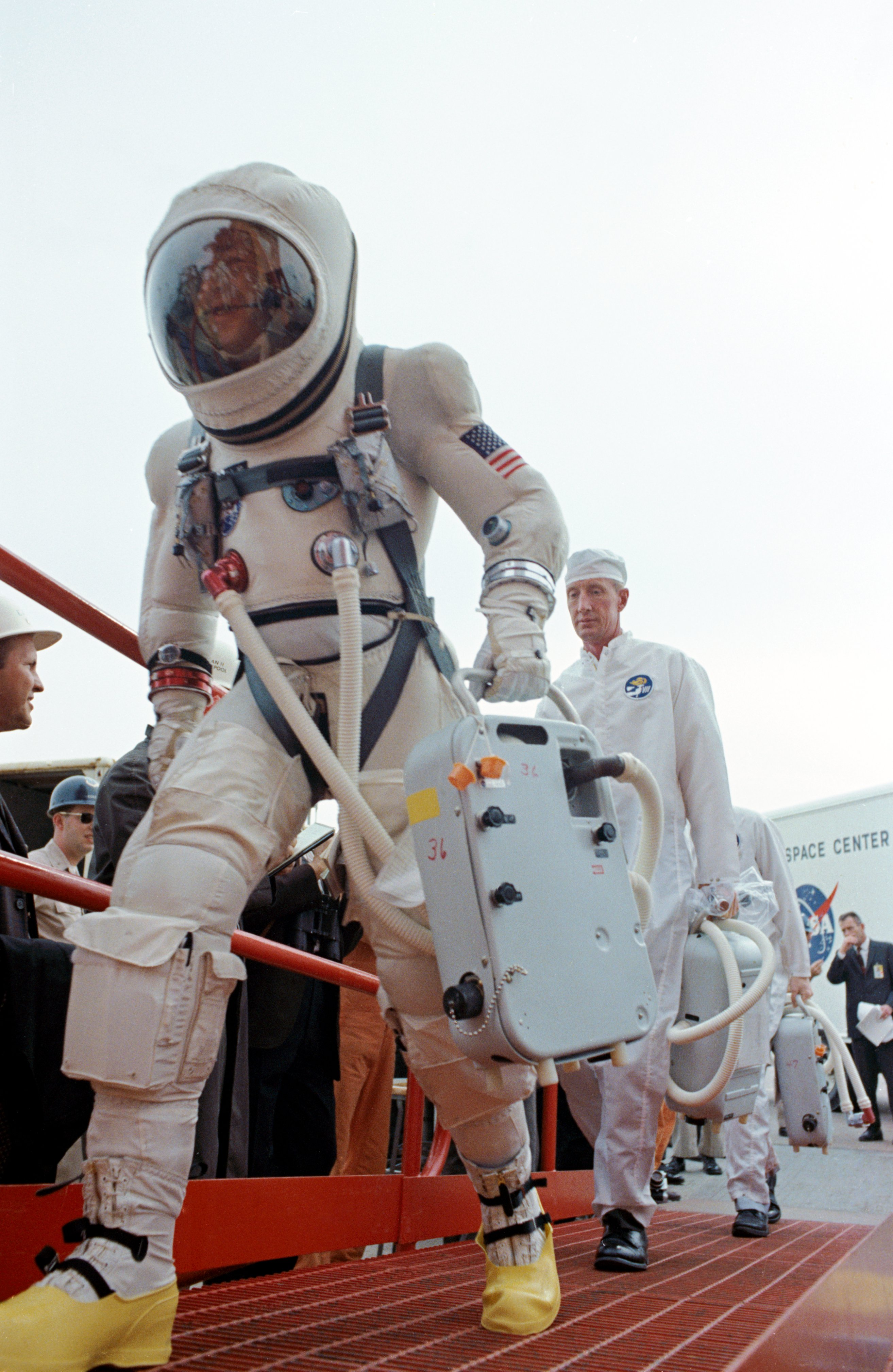
L'equipaggio della Gemini 7 indossa la G5C prima del lancio
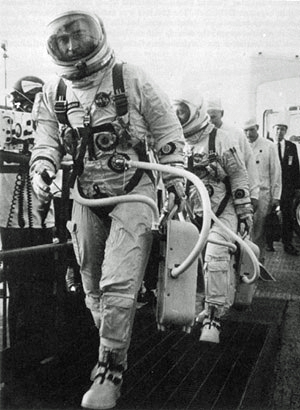
L'equipaggio della Gemini 3
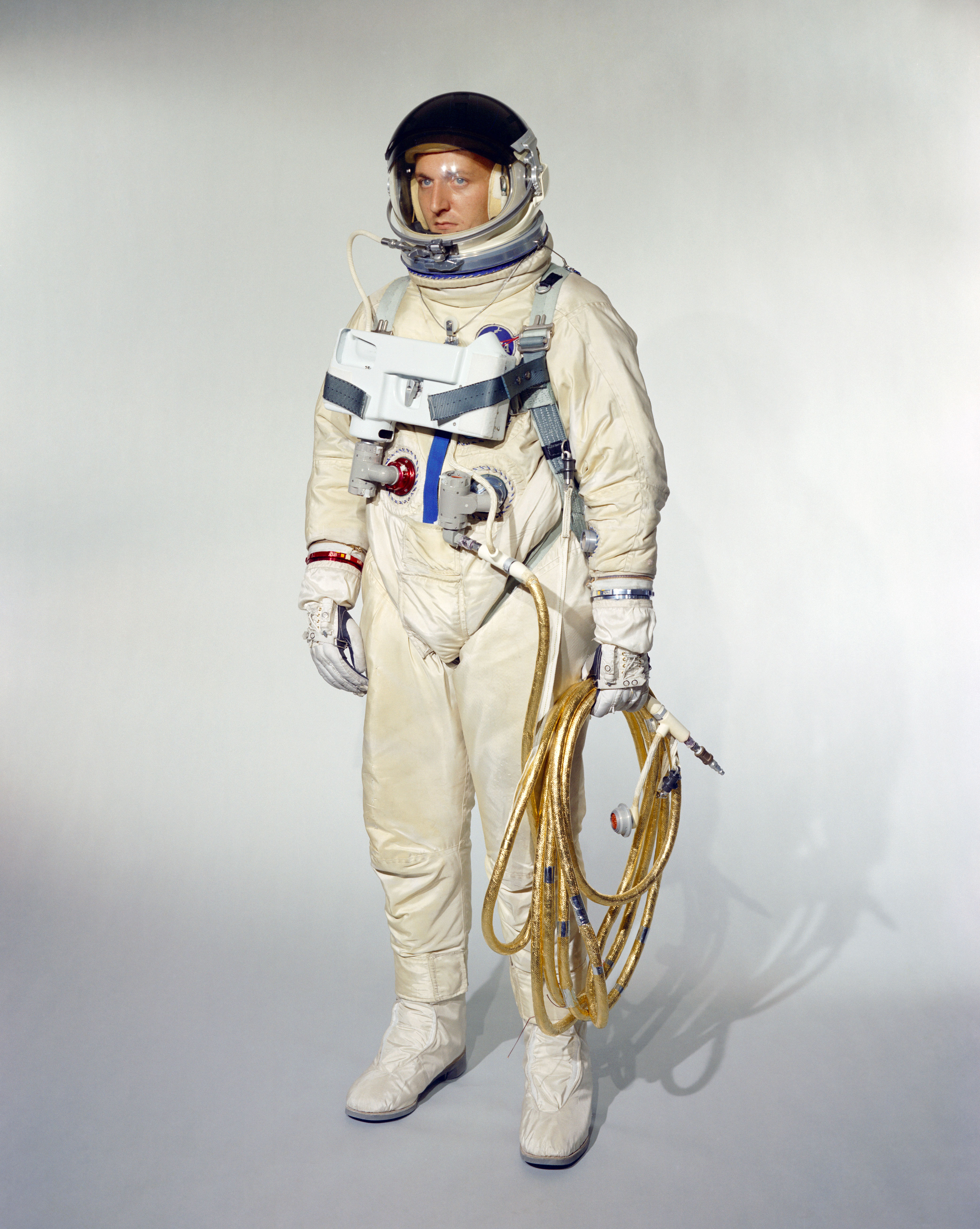
Tuta G4C